# Федоров Артемій Федорович
Артемій Федорович Федоров (нар. 23 квітня 1901, Чумановка — пом. 1965, Москва) — радянський воєначальник (генерал-майор з 23 жовтня 1943 року) і дипломат (надзвичайний і повноважний посол).

## Біографія
Народився 23 квітня 1901 року в селі Чумановці Тюкалінського повіту, Тобольської губернії, Російської імперії (нині Крутинський район Омської області, Росія). 1914 року закінчив Томське ремісниче училище.
У Червоній армії з 1918 року. Брав участь у Громадянській війні в Росії. З березня 1918 року— березень 1920 року воював у партизанських загонах на Східному фронті проти військ Григорія Семенова, чехословаків, каппелівців, сидів шість місяців у колчаківській в'язниці у Благовіщенську. З березня по травень 1920 року — червоноармієць 110-го окремого стрілецького батальйону залізничної охорони. Член РКП(б) з 1920 року.
З травня по жовтень 1920 року пройшов прискорений курс 6-х Сибірських піхотних курсів командного складу. З жовтня 1920 року по жовтень 1923 року обіймав посади командира взводу, помічника, тимчасово виконуючого обов'язки командира роти в 9-й піхотній школі командного складу. 1924 року закінчив Вищу тактичну стрілецьку школу «Постріл». З жовтня 1924 року по березень 1927 року обіймав посади командира, викладача, помічника начальника Сибірських повторних курсів командного складу Червоної армії. З березня 1927 року по серпнь 1929 року навчався в групі тактики Вищої військово-педагогічної школи. З серпня 1929 року по травень 1931 року викладав тактику на Іркутських курсах підготовки командирів піхоти. Протягом 1931—1934 років навчався на східному факультеті Військової академії імені Михайла Фрунзе.
З січня 1934 року по червень 1939 року був у ропорядженні Розвідуправління Генштабу Червоної армії, служив секретарем військового аташе СРСР Японії; з червня 1939 року по лютий 1941 року викладав на кафедрі військових дисциплін військового факультету при Саратовському медичному інституті; з лютого 1941 року викладав оперативно-тактичну підготовку у Вищій спеціальній (розвідувальній) школі Генштабу Червоної армії.
В період німецько-радянської війни був одним з керівників Розвідуправління Генштабу Червоної армії. У 1947 році очолював радянську делегацію в Комісії чотирьох держав з обстеження колишніх італійських колоній. З 6 листопада 1948 року по 10 липня 1953 року — надзвичайний і повноважний посол СРСР в Афганістані. Помер в Москві у 1965 році. Похований у Москві на Новодівичому кладовищі (6-а ділянка, 23-й ряд).

## Нагророди
Нагороджений орденом Леніна (21 лютого 1945), чотирьма орденами Червоного Прапора (23 серпня 1944; 3 листопада 1944; 29 червня 1945; 15 листопада 1950), орденом Кутузова ІІ ступеня (1 вересня 1945).